# Fritz Hoffmann-La Roche

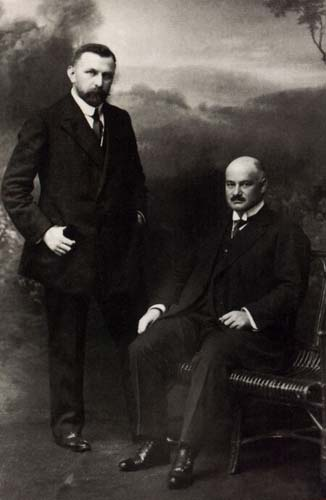
Fritz Hoffmann-La Roche 1898 (rechts) und Emil Barell

Fritz Hoffmann-La Roche, später Hoffmann-von der Mühll (* 24. Oktober 1868 in Basel; † 18. April 1920 ebenda; heimatberechtigt ebenda) war ein Schweizer Unternehmer und Gründer von Hoffmann, Traub & Co, Kommanditgesellschaft für Fabrikation und Handel pharmazeut. und chem. Produkten in Basel, aus dem sich der heutige Weltkonzern Roche entwickelt hat.

## Biographie
Er war das dritte Kind von Friedrich Hoffmann und Anna Elisabeth Merian. Beide Elternteile stammten aus bekannten Basler Familien (Daig). Ein Grossvater der Mutter (Johann Jakob Merian) war ein Gründer der Handelsfirma Frères Merian. Die Familie des Vaters war seit 1669 erfolgreich in der Seidenbandindustrie und später in der Entwicklung von Teerfarben tätig. Fritz Hoffmann schloss 1886 eine Banklehre in Yverdon erfolgreich ab und absolvierte anschliessend eine Zusatzlehre in der Basler Drogerie Bohny, Hollinger & Co. Danach war er bei einer Londoner Chemiehandelsfirma tätig. 1892 fand er eine Anstellung in einem Kolonialwarengeschäft in Hamburg und erlebte dort die Choleraepidemie von 1892 mit.
Nach dem Ende der Quarantäne konnte er nach Basel zurückreisen, um 1893 Geschäftspartner der Drogerie Bohny, Hollinger & Co. zu werden. Dort leitete er das angegliederte Chemielabor, welches Bodenwachs und ätherische Öle herstellte. Bald kam es aber zum Zerwürfnis mit dem Besitzer der Firma und um einer Entlassung zuvorzukommen, besorgte er sich beim Vater 90'000.- Schweizer Franken, kaufte damit das Labor auf und gründete 1894 mit Max Carl Traub (1855–1919) die Firma Hoffmann, Traub & Co. Das neue Unternehmen entwickelte zuerst ein Wundmittel, welches Airol hiess, allerdings nur zu einem mässigen Verkaufserfolg wurde.
Als Max Carl Traub 1896 die Firma verliess, wurde sie am 1. Oktober in F. Hoffmann-La Roche & Co. umbenannt. Im selben Jahr stellte Hoffmann den Chemiker Emil Christoph Barell ein. Barell war bis in die 1950er Jahre die führende Persönlichkeit bei Roche. 1898 wurde ein Hustensirup mit dem Namen Sirolin kreiert und intensiv beworben. Trotz zweifelhafter Wirksamkeit brachte diese Arznei den kommerziellen Durchbruch und Fritz Hoffmann-La Roche wurde sehr wohlhabend. Bis zum Ersten Weltkrieg gründete Hoffmann Filialen in Deutschland (1897), Paris (1903), New York (1905), Wien (1907), London (1908), St. Petersburg (1910) und Yokohama (1912).
Durch die Folgen des Weltkriegs und der russischen Oktoberrevolution geriet die Firma in grosse Schwierigkeiten. Zudem erkrankte Hoffmann 1918 an einem schweren Nierenleiden. Das Unternehmen war ohne fremdes Kapital nicht mehr zu retten und wurde in eine Aktiengesellschaft umgewandelt. Hoffmanns Einfluss auf den Geschäftsgang des Unternehmens schwand.

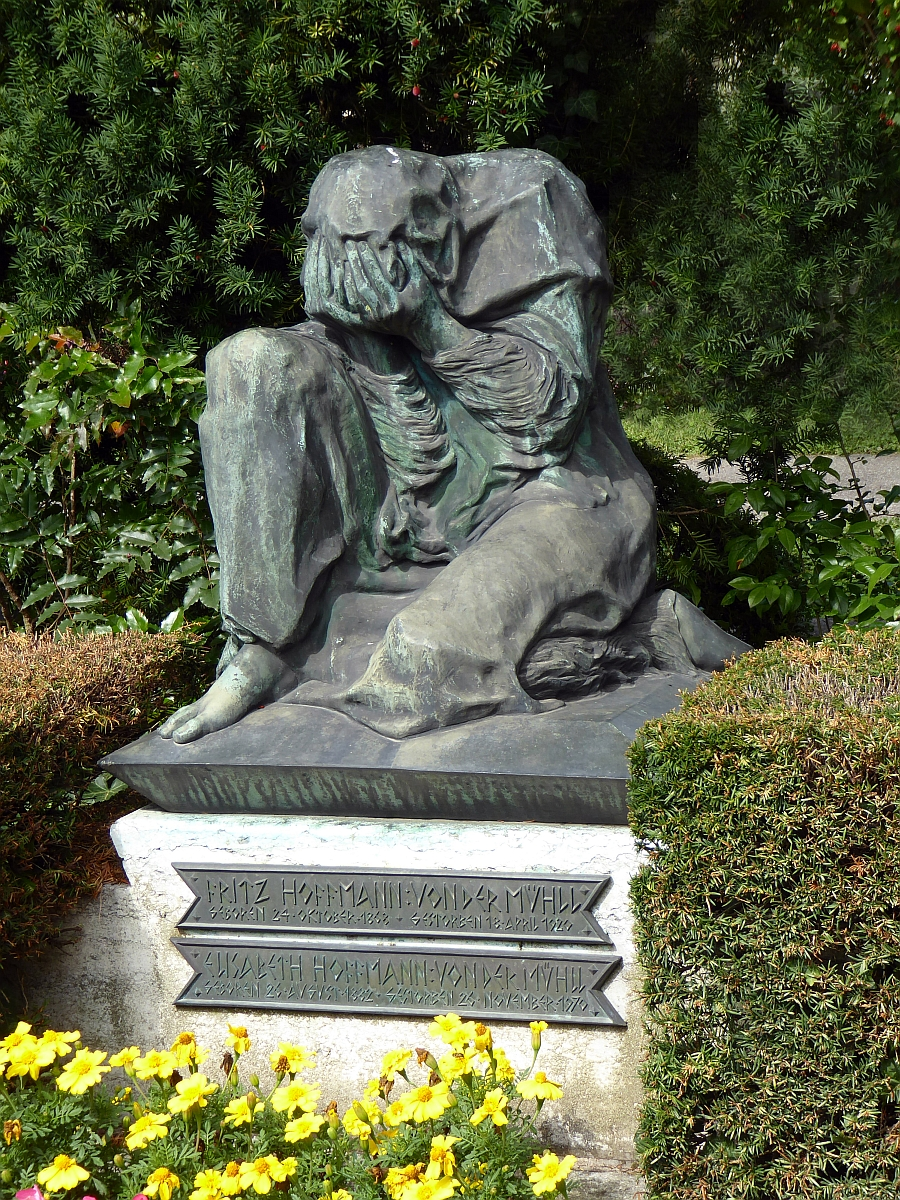
Grab auf dem Friedhof Wolfgottesacker, Basel. Grabskulptur von Johann Michael Bossard

Fritz Hoffmann-La Roche sah als einer der ersten die Bedeutung von standardisierten Markenpräparaten in der Medizin.

## Privates
1895 heiratete Fritz Hoffmann Adèle Charlotte La Roche (1876–1938), Tochter des Emanuel Alfred La Roche (1840–1923) und der Adelheid (geborene Passavant; 1847–1927). Im April 1919 verschlechterte sich auch sein Gesundheitszustand weiter. Im Sommer desselben Jahres liess er sich von seiner Frau Adèle scheiden und heiratete seine langjährige Geliebte Elisabeth von der Mühll (1882–1970), mit der er sich in das Tessin zurückzog. Im März 1920 kehrte er todkrank nach Basel zurück und starb dort am 18. April. Er konnte nicht mehr erleben, wie seine Firma zu einem der wichtigsten Medikamentenhersteller wurde.
Sein Sohn Emanuel Hoffmann war sehr an moderner Kunst interessiert. Seine Sammlung bildete den Grundstock für die von seiner Frau Maja Sacher gegründete Emanuel Hoffmann-Stiftung.
Seine letzte Ruhestätte fand er auf dem Friedhof Wolfgottesacker in Basel. Die Grabskulptur wurde von Johann Michael Bossard geschaffen.